# 染谷茂
染谷 茂（そめや しげる、1913年 - 2002年3月23日）は、日本の言語学者、文学者、上智大学名誉教授。ロシア語とロシア文学を専門とする。

## 経歴
1913年生まれ。1935年、東京外国語学校ロシア語科を卒業。北樺太石油に勤務したのち、ハルピン学院の教員となる。
太平洋戦争敗戦により、ソ連に11年間抑留された。帰国後、上智大学教授となった。1984年、上智大学を定年退職し、名誉教授となった。在職中の指導学生には、江沢国康（上智大学教授）、宇多文雄（上智大学名誉教授）、林田理惠（大阪大学名誉教授）らがいる。
2002年3月23日、胃癌のため死去。

## 著書

### 編著
- 染谷茂『ロシア語文法小話』 内藤操ほか編 美顕プリンティング出版部,1979.11
- 染谷茂『ロシア語中級読本』 内藤操ほか編 美顕プリンティング出版部,1984.5

### 翻訳
- 『マカールの夢』 ウラジミール・コロレンコ　大学書林,1963
- 『現代ロシヤ抵抗文集』2　こちらはモスクワです / ダニエル 勁草書房,1970
- 『鹿とラーゲリの女』　ソルジェニツィン 内村剛介共訳　河出書房新社,1970
- 『イワン・デニーソヴィチの一日』 ソルジェニーツィン 1971.岩波文庫
- 『現代ロシヤ抵抗文集』4 シニャフスキー幻想小説集 リュビーモフ 審問　勁草書房,1971
- 『仔牛が樫の木に角突いた』 ソルジェニーツイン自伝 原卓也共訳　新潮社,1976
- 『自由への警告』　A.ソルジェニーツィン 新潮社,1977.6
- 『レストランのボーイ』(世界文学全集 60) シメリョフ 集英社,1979.9
- 『ドストエフスキー全集』 24　評論 1 裁判記録、ロシア文学論 原卓也共訳　新潮社,1979.12
- 『ドストエフスキー全集』26　シベリア・ノート　新潮社,1980.7
- 『ドストエフスキー全集』25　評論 2 政治論、土壌主義宣言 原卓也共訳 新潮社,1980.3
- 『頑固者』 短篇集　ワシーリイ・シュクシーン 群像社,1984.4.現代のロシア文学

## 参考
- 宇多文雄「染谷茂先生を悼んで」『ロシア語ロシア文学研究』第34号、日本ロシア文学会、2002年、NAID 110001247107。